# Jamal Musiala
Jamal Musiala (* 26. Februar 2003 in Stuttgart) ist ein deutsch-britischer Fußballspieler, der überwiegend im offensiven Mittelfeld, auf den Flügeln oder im zentralen Mittelfeld eingesetzt wird. Seine Laufbahn begann er in Fulda beim TSV Lehnerz, bevor die Familie nach England zog. Nach acht Jahren in der Jugend des FC Chelsea wechselte er im Sommer 2019 zum FC Bayern München, wo er seit 2020 in der Profimannschaft spielt. Mit ihr gewann er fünf Mal die Deutsche Fußballmeisterschaft.
Als Junioren-Nationalspieler lief Musiala meist für England auf, da er durch seinen britisch-nigerianischen Vater auch die britische Staatsbürgerschaft besitzt. Er war dort zuletzt 2020 Mitglied der englischen U21-Mannschaft. 2021 entschied er sich für eine Laufbahn im DFB. Mit der deutschen Nationalelf nahm Musiala bisher an einer Weltmeisterschaft (2022) und zwei Europameisterschaften (2021, 2024) teil.

## Sportliche Laufbahn

### Vereine

#### Von Fulda nach England
Jamal Musiala wurde in Stuttgart als Sohn von Carolin Musiala und Daniel Richard geboren. Seine Mutter ist Deutsche mit polnischen Wurzeln, sein Vater stammt aus Nigeria und spielte dort höherklassig Fußball. Weil seine Mutter ein Studium aufnahm, zog die Familie ins osthessische Fulda, als er noch ein Kleinkind war.
Mit knapp fünf Jahren begann er 2008 beim TSV Lehnerz im Nordosten der Stadt mit dem Vereinsfußball, just in der Zeit, in der sich der Stadtteilverein anschickte, den strauchelnden Traditionsverein Borussia Fulda als sportliche Nummer eins der Stadt abzulösen. Dort galt er damals schon als Ausnahmetalent. "Er sei vom Kopf her schon immer weiter als Gleichaltrige gewesen und habe daher jeweils eine Altersklasse höher gespielt", so sein damaliger Trainer Branko Milenkovski.
Musiala war sieben Jahre alt, als die Familie im Herbst 2010 mit seiner inzwischen geborenen jüngeren Schwester (etwa fünf Jahre später wurde noch ein Bruder geboren) erneut umzog. Die Mutter hatte die Möglichkeit, im Rahmen des Erasmus-Programms vier Monate im südenglischen Southampton zu studieren. Nach dort zunächst erfolgloser Vereinssuche nahm Musiala an einem Feriencamp teil und wurde dabei von Scouts des FC Southampton beobachtet, die ihn in ihre Nachwuchsakademie aufnahmen. Da der Siebenjährige auch bei der Stadtmeisterschaft regelmäßig für seine Mannschaft traf, wurde man unter anderem beim FC Chelsea auf ihn aufmerksam. Nach Ende des Auslandssemesters kehrte die Familie zunächst nach Fulda zurück. Seine Mutter schrieb an ihrer Masterarbeit und fand eine Stelle bei einem US-Unternehmen nahe dem Trainingsgelände von Chelsea. Im Frühjahr 2011 siedelte die Familie dauerhaft nach England über und nahm das Angebot des damals amtierenden englischen Meisters und Pokalsiegers an.
Im ersten Spiel für seinen neuen Verein konnte Musiala vier Tore beisteuern und lebte sich bei Chelsea schnell ein. In den Folgejahren durchlief er die verschiedenen Jugendmannschaften des Vereins, war mit diesen bei Turnieren auch international erfolgreich und wurde bereits als 13-Jähriger in die englische U15-Nationalmannschaft berufen. Mit 15 Jahren kam er zu seinem ersten Einsatz in der U18-Premier-League. Persönliche Gründe und der nahende Brexit waren ausschlaggebend dafür, dass der inzwischen 16-Jährige mit seiner Mutter und seinen Geschwistern die Insel im Sommer 2019 wieder verließ.

#### Wechsel nach München

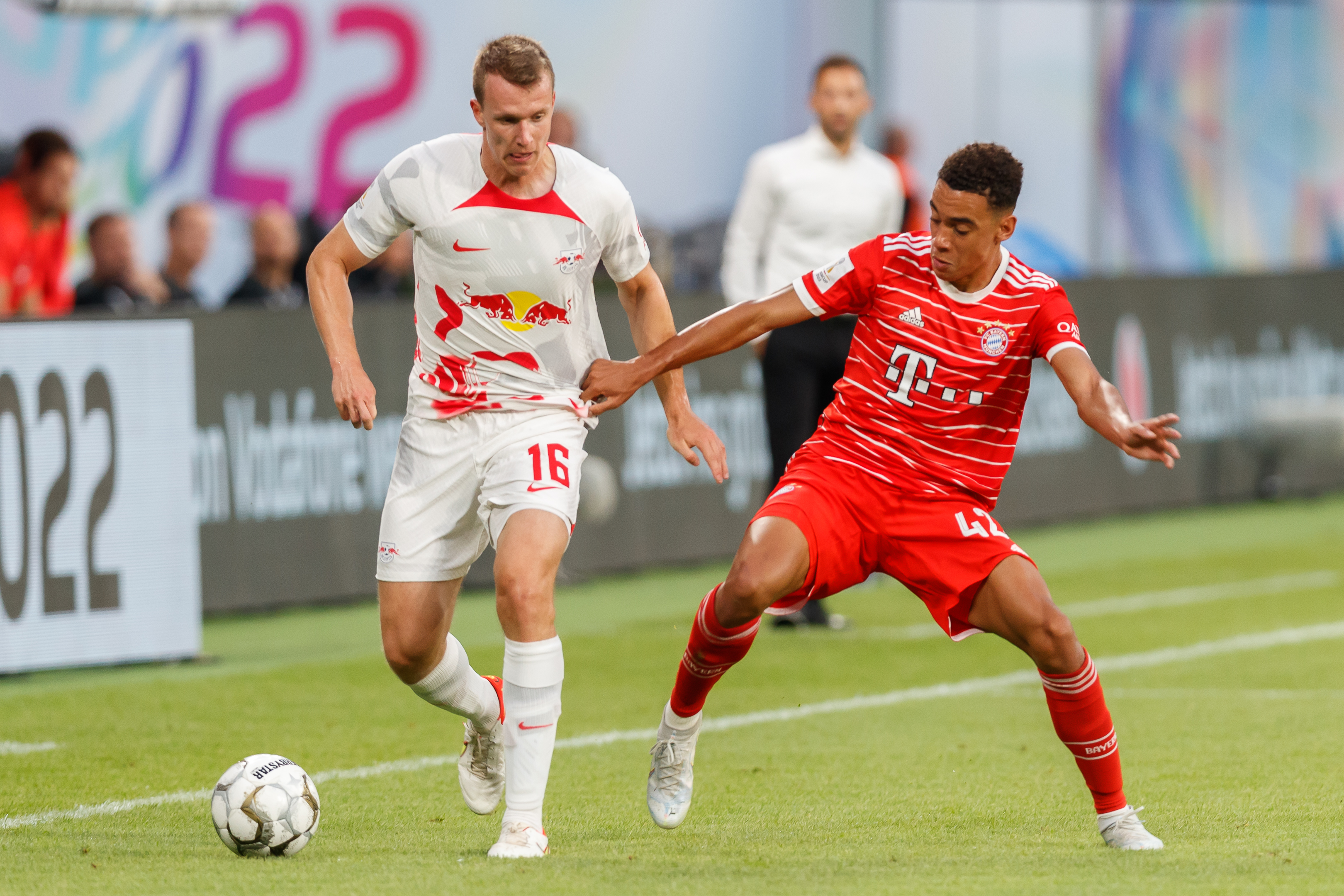
Musiala beim Supercup-Spiel 2022 gegen RB Leipzig

Es lagen europaweit mehrere Anfragen vor, die Wahl fiel auf den FC Bayern München. Dort musste Musiala zunächst auf die Spielgenehmigung warten und versäumte daher die ersten vier Spieltage der U17 in der B-Junioren-Bundesliga. Die Mannschaft, trainiert von Weltmeister Miroslav Klose, war ohne ihn etwas holprig in die Saison gestartet. Ende August 2019 kam es dann zum ersten Einsatz als offensiver Mittelfeldspieler für seinen neuen Verein. Gegen den Aufsteiger SC Freiburg erzielte er das 1:0, der Endstand der Begegnung war 4:1. In den folgenden fünf siegreichen Partien traf er viermal, einmal zudem noch im November, bevor er bereits im Dezember zur U19 in die A-Junioren-Bundesliga hochgezogen wurde und hierbei auch zwei Einsätze in der UEFA Youth League bestritt, bei der die Mannschaft aber bereits im Achtelfinale an Dinamo Zagreb scheiterte.
Im Februar 2020 durfte er erstmals bei der von Hansi Flick trainierten Bundesligamannschaft mittrainieren, spielte jedoch weiterhin für die A-Junioren. Für diese absolvierte er insgesamt acht Einsätze ohne Torerfolg, bevor wegen der Corona-Pandemie der Spielbetrieb im März 2020 zum Erliegen kam und die Spielzeit im Jugendbereich schließlich auch nicht mehr fortgesetzt wurde.
In der 3. Liga wurde der Spielbetrieb ab Ende Mai 2020 mit Geisterspielen wieder aufgenommen und der inzwischen 17-jährige Musiala wurde ab Anfang Juni bei mehreren Partien der Bayern-Amateure eingewechselt. Bei seinem dritten Einsatz erzielte er beide Tore zum 2:0-Sieg gegen den FSV Zwickau. Kurz darauf kam der Offensivspieler unter Hansi Flick auch zu seinem ersten Kurzeinsatz in der ersten Mannschaft, als er beim Bundesliga-Heimspiel gegen den SC Freiburg in der Schlussphase der Partie eingewechselt wurde. Insgesamt kam er in jener Saison für die Amateurmannschaft zu acht Einsätzen, zwei davon von Beginn an, und wurde mit der Mannschaft Drittligameister.
Für die Profimannschaft des FC Bayern war die Saison jedoch noch nicht beendet, da die im Frühjahr unterbrochene Champions-League-Saison Anfang August mit dem Achtelfinalrückspiel gegen den FC Chelsea fortgesetzt wurde, bei dem er auf der Ersatzbank saß.
Das Spiel wurde mit 4:1 gewonnen, damit war der FC Bayern für das Finalturnier in Lissabon qualifiziert. Auch dort war Musiala mit dabei, gehörte beim Viertelfinale gegen den FC Barcelona zum Spieltagskader, wurde im weiteren Verlauf des für den FC Bayern siegreichen Wettbewerbs jedoch nicht mehr berücksichtigt.
Zur Saison 2020/21 rückte Musiala, der noch zwei Jahre in der U19 hätte spielen können, fest in den Profikader auf. In der Folgezeit kam er immer wieder zu Einsätzen für die Profimannschaft, mehrfach auch von Beginn an, und war auch als Torschütze erfolgreich. Für die Amateure spielte er letztmals im Oktober 2020. In den ersten Monaten seines Wirkens bei der Profimannschaft des FC Bayern stellte Musiala als 17-Jähriger mehrere Bestmarken auf: So war er jüngster Bundesliga-Debütant, jüngster Bundesliga-Torschütze und jüngster Champions-League-Torschütze des FC Bayern München. Anfang März 2021 unterschrieb der kurz zuvor volljährig gewordene Musiala seinen ersten Profivertrag mit einer Laufzeit bis zum 30. Juni 2026.
In seiner ersten Saison bei den Bayern-Profis kam Musiala in den 50 Pflichtspielen insgesamt 37-mal zum Einsatz, elfmal gehörte er dabei der Startelf an, siebenmal trat er als Torschütze in Erscheinung. Ein ähnliches Bild ergibt sich für die Folgesaison. Bayern-Trainer Flick war im Sommer 2021 als Bundestrainer zum DFB gewechselt, unter seinem Nachfolger Julian Nagelsmann kam Musiala zwar ebenfalls regelmäßig zum Einsatz, meist jedoch von der Ersatzbank aus. Ende November 2021 belegte er bei der Verleihung der Kopa-Trophäe für den weltbesten U21-Spieler, durchgeführt von der französischen Fußball-Zeitschrift France Football, hinter dem Spanier Pedri vom FC Barcelona und dem Engländer Jude Bellingham von Borussia Dortmund den dritten Platz. Beim Golden Boy der Zeitschrift Tuttosport für den besten U21-Spieler in Europa belegte er ebenfalls den dritten Platz.
In der Saison 2022/23 stand Jamal Musiala meist in der Startelf. Sein Pensum in der Vorsaison mit acht Toren in 40 Pflichtspieleinsätzen konnte er bereits während der Saison-Hinrunde überbieten und war bis zur Winterpause bei 14 Ligaeinsätzen neunmal als Torschütze erfolgreich und damit der treffsicherste Bayern-Spieler. Zum Bundesliga-Saisonende 2022/23 war Musiala der zweiterfolgreichste Torvorlagengeber und Scorer der Bundesliga-Saison.
Am letzten Liga-Spieltag kam der Meisterkonkurrent und Tabellenführer Borussia Dortmund lediglich zu einem Remis. Um die Meisterschaft zu gewinnen, musste Bayern München sein Spiel in Köln gewinnen. Der vier Minuten zuvor eingewechselte Musiala erzielte in der 89. Minute das entscheidende 2:1-Siegtor und wurde dadurch zum „Meistermacher“ seiner Mannschaft.
2022 wurde er bei der Kopa-Trophäe hinter Gavi und Eduardo Camavinga erneut Dritter, beim Golden Boy belegte er hinter Gavi, Bellingham und Camavinga den vierten Platz.
Musiala verlängerte seinen Vertrag im Februar 2025 bis zum 30. Juni 2030.
Im Juli 2025, bei der FIFA-Klub-Weltmeisterschaft 2025, erlitt Musiala im Viertelfinale gegen Paris Saint-Germain einen Wadenbeinbruch und eine Luxation des Sprunggelenks.
Musiala spielt in seiner Freizeit Schach und betreibt den Kampfsport Hapkido. Neben dem regulären Training im Team trainiert Musiala individuell mit einem Neuroathletiktrainer.

### Nationalmannschaft

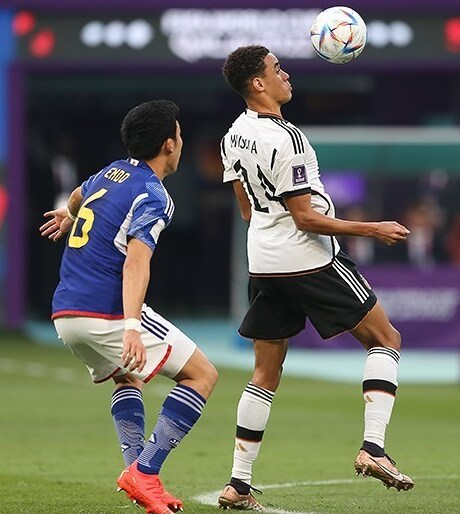
Jamal Musiala im WM-Spiel gegen Japan (mit Wataru Endō, 2022)

Seinen ersten Einsatz für eine Nationalmannschaft hatte Musiala als 13-Jähriger im Dezember 2016, als er im mittelenglischen Burton upon Trent bei einem Spiel der englischen U15-Nationalmannschaft gegen die Türkei als Einwechselspieler aufs Feld kam und das Tor zum 5:1-Endstand erzielte. Ein weiterer Einsatz für die U15 erfolgte zwei Tage darauf, der nächste dann allerdings erst ein Jahr später, als der nunmehr 14-Jährige alle drei englischen Treffer bei einem 3:1 gegen die Niederlande erzielte. Im Sommer 2018 bestritt er ein Spiel für die englische U16-Auswahl, stand jedoch bei den folgenden Partien nicht im Kader.
Da Musiala als minderjähriger Doppelstaatsbürger auch für Deutschland spielberechtigt war, spielte er im Oktober zwei Partien für die deutsche U16-Mannschaft in Saarbrücken und Pirmasens. Noch im selben Monat kehrte er jedoch in die englische U16 zurück, bestritt mit dieser ein Turnier in Frankreich und absolvierte für das U16-Team der Engländer bis April 2019 insgesamt neun Spiele, bei denen er dreimal als Torschütze in Erscheinung trat. Von September 2019 bis Februar 2020 spielte Musiala für die englische U17 mit zwei Toren in neun Spielen, im November 2020 kam er dann, noch 17-jährig, im Rahmen der EM-Qualifikation zu zwei Einsätzen für Englands U21-Nationalmannschaft.
Obwohl Musiala eigentlich zu einer Laufbahn in den englischen Nationalmannschaften tendiert hatte, gab der DFB sein Werben um das Talent nicht auf und Bundestrainer Joachim Löw suchte das Gespräch mit ihm. Im Februar 2021 wurde schließlich seine Entscheidung für den DFB bekannt.
Bei der U21-Europameisterschaft, die in zwei Etappen zwischen März und Juni 2021 ausgetragen wurde, durfte Musiala jedoch nicht für die deutsche Mannschaft auflaufen, da er in der Qualifikation bereits für England gespielt hatte und gemäß den UEFA-Regularien ein Spieler nicht in einem Wettbewerb für zwei unterschiedliche Verbände antreten darf. Stattdessen kam er Ende März im Rahmen der Qualifikation für die WM 2022 als viertjüngster Spieler überhaupt und jüngster seit Uwe Seeler zu ersten Kurzeinsätzen für die deutsche A-Nationalmannschaft. Musiala hatte von Bundestrainer Löw das Versprechen erhalten, in die deutsche Auswahl für die Europameisterschaft 2021 berufen zu werden, sollte er sich für die Deutsche Nationalmannschaft entscheiden. Nach eigenen Angaben war Musiala bei der Landeswahl nach seinem Bauchgefühl gegangen.
Bei den vier Turnierspielen der deutschen Mannschaft bei der Europameisterschaft 2021 kam er zu zwei Kurzeinsätzen als Einwechselspieler. Bei dem Turnier erreichte das DFB-Team das Achtelfinale, wo es gegen England ausschied. Sein erstes Tor in der deutschen Nationalmannschaft erzielte er im WM-Qualifikationsspiel am 11. Oktober 2021 auswärts gegen Nordmazedonien zum 4:0-Endstand. Er wurde damit zum zweitjüngsten Torschützen der deutschen Nationalmannschaft nach Marius Hiller, der im Jahre 1910 mit 17 Jahren und 241 Tagen sein einziges Tor für Deutschland erzielt hatte.
Im November 2022 wurde Musiala von Löws Nachfolger Hansi Flick, seinem ehemaligen Bayern-Trainer, für die Weltmeisterschaft 2022 in Katar nominiert. Beim Turnier kam er in allen drei Spielen zum Einsatz, konnte das Vorrundenaus in der Gruppe mit Japan, Spanien und Costa Rica jedoch nicht verhindern.
Im Mai 2024 wurde er von Bundestrainer Julian Nagelsmann in den Kader für die Europameisterschaft im eigenen Land berufen. Er erzielte drei Tore und wurde damit – gemeinsam mit fünf anderen Teilnehmern – Torschützenkönig der EURO 2024. Dort schied er im Viertelfinale mit Deutschland aus. 

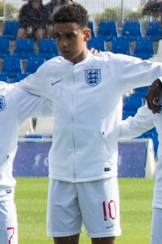
Jamal Musiala 2019 in der englischen U17-Nationalmannschaft

## Titel und Auszeichnungen
International
- Klub-Weltmeister: 2020

National
- Deutscher Meister (5): 2020, 2021, 2022, 2023, 2025
- Deutscher Supercupsieger (3): 2020, 2021, 2022
- Deutscher Drittligameister: 2020

Auszeichnungen
- Bayerischer Sportpreis 2023 (Herausragender Nachwuchssportler)[31]
- Tor des Monats: März 2025 (mit Joshua Kimmich)
- Torschützenkönig der Europameisterschaft: 2024 (mit Cody Gakpo, Harry Kane, Georges Mikautadze, Dani Olmo und Ivan Schranz)
- Wahl in das Team des Turniers der Europameisterschaft 2024
- Nominierung für den Ballon d’Or: 2023 (26. Platz)
- Nominierung für die Kopa-Trophäe: 2021, 2022 (jeweils 3.), 2023 (2.)
- Nominierung für den Golden Boy: 2021 (3.), 2022 (4.), 2023 (2.)
- Deutscher Nationalspieler des Jahres: 2022, 2024
- Wahl in die VDV 11: 2022/23, 2023/24, 2024/25
- FC Bayern Spieler der Saison: 2022/23[32]
- Bundesliga-Tor des Jahres: 2024[33]
- Einstufung als Weltklasse in der Rangliste des deutschen Fußballs: Winter 2024/25